# Àngel Guimerà (métro de Valence)
Àngel Guimerà est une station de la ligne 1, la ligne 2, la ligne 3, la ligne 5 et la ligne 9 du métro de Valence. Elle est située sous la rue Àngel-Guimerà, dans le district d'Extramurs, à Valence.

## Situation sur le réseau
Établie en souterrain, la station de correspondance Àngel Guimerà du métro de Valence est située sur ligne 1 et la ligne 2 entre Túria et Plaça Espanya, et sur la ligne 3, la ligne 5 et la ligne 9 entre Xàtiva et Avinguda del Cid.

## Histoire
La station ouvre au public le 8 octobre 1988, à l'occasion de la mise en service du réseau. Elle est intégrée aux infrastructures qui supportent la ligne 3 (puis la ligne 5 et la ligne 9) lors du prolongement de celle-ci, en 1998,.